# ANBU
ANBU er en forkortelse for Ansatsu Senjutsu Tokushu Butai, ((japansk) 暗殺戦術特殊部隊;Speciele i Snigmord og Taktik Trop) fra manga- og anime-serien Naruto, som kun tager ordre direkte fra kagen i deres by, og udfører tophemmelige missioner, så som snigmord og tortur. ANBU arbejder som regel i hold lavet til de specielle missioner, hvilket sikrer maksimalt udbytte. Shinobierne er specielt udvalgt af Kagen; udvalgt på deres individuelle kunne og specielle evner. Alder, køn, baggrund eller tidligere rang har her ingen betydning.
Der er tilsyneladende ingen virkelig rang i ANBU, som der er mellem de almindelige ninjaer. Lederen for holdet og hierarkiet er baseret på erfaring og kvalifikation. Lederen af holdet kaldes for holdleder 
((japansk) 分隊長;Buntaichō), hvilket er højest respekteret.

## Uniform
ANBU bærer porcelæn-dyre-masker for at vise, at de skiller sig ud fra normale shinobier og for at beskytte deres identitet. De har også en standard uniform, bestående af sort og grå dragt, metalbeskyttere på armene og en spiral tatovering på deres venstre skulder (kvindelige ANBU-medlemmer har den på deres højre skulder, så man kan skelne mellem mandlige og kvindelige medlemmer). Nogle ANBU bærer en sort kappe over deres standard uniform, mens holdlederen bærer en hvid kappe. Alle ANBU bærer katana, hvilket som regel sidder på ryggen.

## Formål
ANBU er direkte under deres Kage, så som Hokagen fra Konoha eller Kazekagen, Gaara i Del II, fra Byen skjult i Sandet. De beskytter byen mod exceptionelle trusler, udfører yderst risikable missioner i fjendernes lande og tager sig af meget stærke ninjaer. De står også for at snigmyrde, opspore, overvåge og udføre missioner som kræver specieltrænet ninjaer. Nogle ANBU tjener som forhørsledere og leder i fjendernes hukommelse efter informationer, der kan være værdifulde for byen. Hvis en ANBU er dødeligt såret i kamp, skal de destruere deres krop for at forhindre, at deres informationer falder i fjendens hænder.
I Konohagakure er der en speciel del af ANBU – bedre kendt som Root. Den var lavet af Danzō, som sendte sine medlemmer på missioner, som han mente kunne gavne Konoha. Root-medlemmerne er trænet til ikke at vise nogen følelser og følge Danzōs ordre uden spørgsmål. Root-medlemmerne har også et segl på deres tunger. Dette gør, at de ikke er i stand til at snakke om hverken Root eller Danzō. Skulle de forsøge, vil de blive paralyseret hvilket sikrer, at en fjende ikke vil kunne afhører dem. Under Pains invasion af Konoha, forbød Danzō Root i, at assistere med byens forsvar.
ANBU har også en detaljeret viden om menneskets krop og kan udfører jutsuer, der gør personer i stand til at huske ting, som de ellers ikke vil kunne.